# Steve Backshall
Stephen James "Steve" Backshall (Bagshot, Surrey, Inglaterra, Reino Unido, 21 de abril de 1973) é um biólogo, escritor e apresentador de televisão inglês ganhador do prêmio BAFTA, conhecido pelo programa de televisão "Deadly 60". Seu outro trabalho na BBC inclui fazer parte das equipes de expedição em Lost Land of the Tiger, "Lost Land of the Volcano" e "Lost Land of the Jaguar".
Ele trabalhou para o National Geographic Channel. Publicou três romances para crianças e várias obras de ficção.

## Início da vida
Os pais de Backshall trabalharam para a British Airways, e ele foi criado em uma pequena propriedade em Bagshot na Inglaterra.
Ele estudou no colégio Collingwood College em Camberley.
Estudou o inglês e os estudos do teatro na universidade de Exeter seguida pela biologia na universidade de The Open University.